# Ernest Tidyman
Ernest Tidyman (Cleveland, 1 de janeiro de 1928 – Londres, 14 de julho de 1984) foi um autor e roteirista norte-americano, mais conhecido pela sua novela do detetive afro-americano John Shaft. Também co-escreveu o roteiro da adaptação cinematográfica de Shaft junto com John D. F. Black em 1971.
Seu roteiro para The French Connection garantiu a ele um Academy Award de melhor roteiro adaptado assim como o  Golden Globe Award um Writers Guild of America Award,e um Edgar Award.
Escreveu o roteiro para o filme de 1973 High Plains Drifter, dirigido e estrelado por Clint Eastwood. Tidyman escreveu a sequencia para Shaft, Shaft's Big Score que foi lançado em 1972.
Em 1974 publicou Dummy, um roteiro de não - ficção que conta a historia de Donald Lang, um surdo-mudo acusado de assassinato. E foi indicado ao Edgar na categoria Fato Crime.
Co-escreveu A Force of One em 1979 um dos primeiros filmes de Chuck Norris.
Em 1980 ele escreveu o filme para TV "Guyana Tragedy: The Story of Jim Jones"(no qual ele também teve um papel na produção)com o qual ele conseguiu uma indicação ao Emmy.
Pela criação dos livros de Shaft, ele se tornou um dos poucos individuos brancos a garanhar um NAACP Image Award.

## Vida pessoal
Tidyman se casou com Susan Gould e teve dois filho Adam e Nicholas. Em 1982 apos morte de Gould ele se casou com a ex-cantora de soul Chris Clark que co-escreveu o roteiro Lady Sings the Blues(1972). Tydiman morreu em 1984 após perfurar uma ulcera.

## Filmografia
- The French Connection (1971)
- Shaft (1971)
- Shaft's Big Score (1972)
- High Plains Drifter (1973)
- Last Plane Out (1983)